# El Copey (kommun)
El Copey är en kommun i Colombia.   Den ligger i departementet Cesar, i den norra delen av landet, 600 km norr om huvudstaden Bogotá. Antalet invånare är 24 971.